# Mudashiru Lawal
Mudashiru Babatunde Lawal (ur. 8 czerwca 1954 roku w Abeokucie, zm. 6 lipca 1991 roku w Ibadanie) – nigeryjski piłkarz grający na pozycji pomocnika, który w reprezentacji Nigerii rozegrał 86 meczów.

## Kariera piłkarska
W młodości pracował jako mechanik. Bardzo szybko - w wieku 21 lat - zadebiutował w reprezentacji, z którą w 1980 roku triumfował w Pucharze Narodów Afryki. W tym samym roku brał z nią udział w Igrzyskach Olimpijskich.
Przez prawie całą sportową karierę związany był z klubem Shooting Stars FC. Starsi jako pierwsza nigeryjska drużyna klubowa zdobyła wówczas Afrykański Puchar Zdobywców Pucharów. W 1985 roku zespół został zlikwidowany przez polityczny reżim, ale po czterech latach znów powrócił na piłkarską scenę, a Lawal pracował w nim jako asystent kolejnych trenerów. Oprócz Shooting Stars zaliczył epizody w Stationery Stores FC i Abiola Babes FC.
Zmarł w swoim domu w 1991 roku. Stadion w jego rodzinnym mieście Abeokucie nosi od tej pory jego imię.